# Choi Jeongrye
Choi Jeongrye (Hangul: 최정례) (Hwaseong, 1955-16 de enero de 2021) fue una poetisa coreana.

## Biografía
Hija de un empleado de los ferrocarriles, pasó su adolescencia «enjaulada en una biblioteca». Aunque desde joven soñaba con ser escritora y estudió Literatura Coreana en la universidad, le daba miedo escribir, incluso deseó ser capaz de vivir sin escribir. En la universidad no se unió a los movimientos estudiantiles que llenaban los campus en los años ochenta y tampoco se dedicó a actividades literarias. Se doctoró en la Universidad de Corea. Después de graduarse, fue profesora durante muchos años en escuelas de bachillerato. Después de ser madre y tener dos hijos, debutó en la literatura. Ejerció su docencia en la Universidad de Corea.

## Obra
Sus poemas se originan en una contemplación profunda del tiempo y la memoria. Para Choi el proceso de identificar su yo auténtico y desconocido que está incrustado en los fragmentos del tiempo y la memoria es una herramienta para entender a los otros y al mundo. Lo que finalmente brota de su exploración de las memorias fragmentadas y el caos del tiempo es el sentido del vacío y la tristeza, que conforman el núcleo de la existencia.
El lenguaje poético de Choi, que trabaja esencialmente en la relación que hay entre la memoria y el presente, es simple pero intenso. Rehúsa los sentimentalismos o las convenciones. Las palabras simples utilizadas en las conversaciones cotidianas se vuelven desconocidas en su poesía, creando momentos de lucidez que revelan la tristeza y el dolor de la vida. Las experiencias cotidianas, enlazadas con fragmentos de recuerdos olvidados, revelan la vacuidad de la vida y destruyen la idea de un yo como un ser sólido y claramente definido. A pesar de estos temas relativamente sombríos, su lenguaje poético permanece dinámico y pleno de vida.
En una entrevista que le realizaron tras la publicación de un libro de poesías, señalaba: "creo que es mi trabajo amar a la gente a través de la poesía o lo que sea".

## Obras
Lista parcial de sus obras en coreano:
- Un bosque de bambúes en mi oído (Nae guitsok-ui jangdaenamu sup, 1994)
- Tigres a la luz del sol (Haebitsok-e horangi, 1998).
- Un campo rojo (2001)
- El sentimiento libanés (2006)
- Los labios de ella son tibios y los tuyos fríos (2006)
- Un canguro es un canguro y yo soy yo (2011)

## Premios
- Premio Yi-su (2003)
- Premio de Literatura Moderna (2007)
- Premio Baekseok de Literatura (2012)[4]